# Solutré-Pouilly
Solutré-Pouilly is een gemeente in het Franse departement Saône-et-Loire (regio Bourgogne-Franche-Comté) en telt 424 inwoners (1999). De plaats maakt deel uit van het arrondissement Mâcon.
De plaats is bekend voor haar wijngaarden (Mâconnais) en de rotsheuvel Solutré, die werd opgenomen in de naam van de gemeente.

## Geografie
De oppervlakte van Solutré-Pouilly bedraagt 6,2 km², de bevolkingsdichtheid is 68,4 inwoners per km².
De onderstaande kaart toont de ligging van Solutré-Pouilly met de belangrijkste infrastructuur en aangrenzende gemeenten.

### Solutré
De Roche de Solutré is een 493 meter hoge, kalkstenen rotsheuvel. Net als de nabijgelegen Vergisson is de Solutré ontstaan door erosie. Aan de voet van de Solutré werden duizenden dierenbotten, voornamelijk van paarden en rendieren, en menselijke werktuigen gevonden. Naar deze site is het Solutréen genoemd, een cultuur uit het Laatpaleolithicum. Aanvankelijk geloofden paleontologen dat mensen kudden dieren van de rots dreven om ze te doden. Maar waarschijnlijk werden de dieren bijeengedreven in een kraal beneden aan de rots en daar gedood.
In de middeleeuwen stond er een militaire versterking op de Solutré, die in 1434 werd afgebroken. Vanaf 1946 tot in de jaren 1980 bezocht François Mitterand bijna elk jaar Solutré-Pouilly om de rots te beklimmen. De Solutré is gemakkelijk te beklimmen via een wandelpad.

## Demografie
Onderstaande figuur toont het verloop van het inwonertal (bron: INSEE-tellingen).

## Foto's

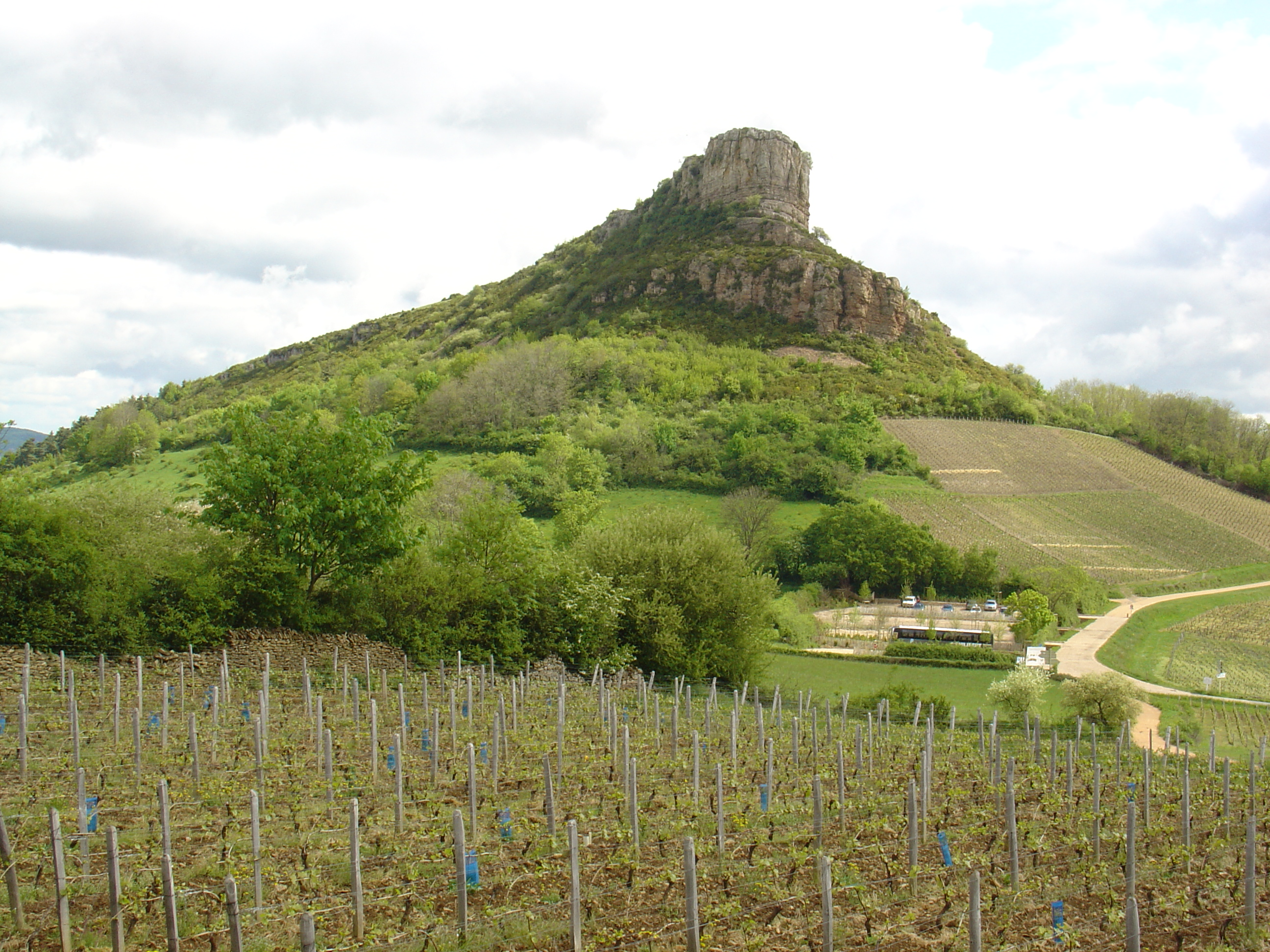
De Solutré omgeven door wijngaarden
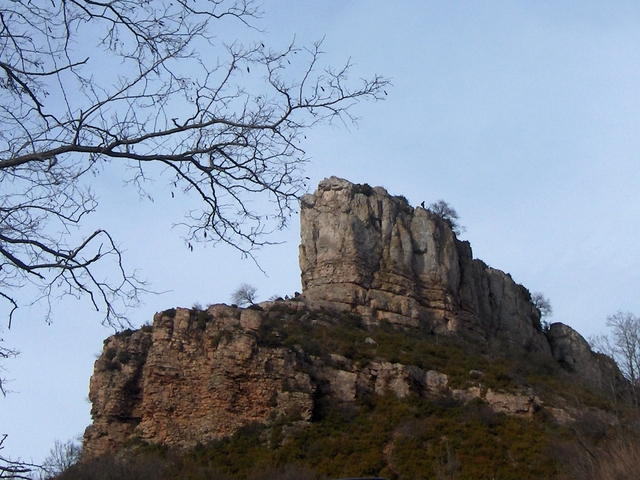
De Solutré
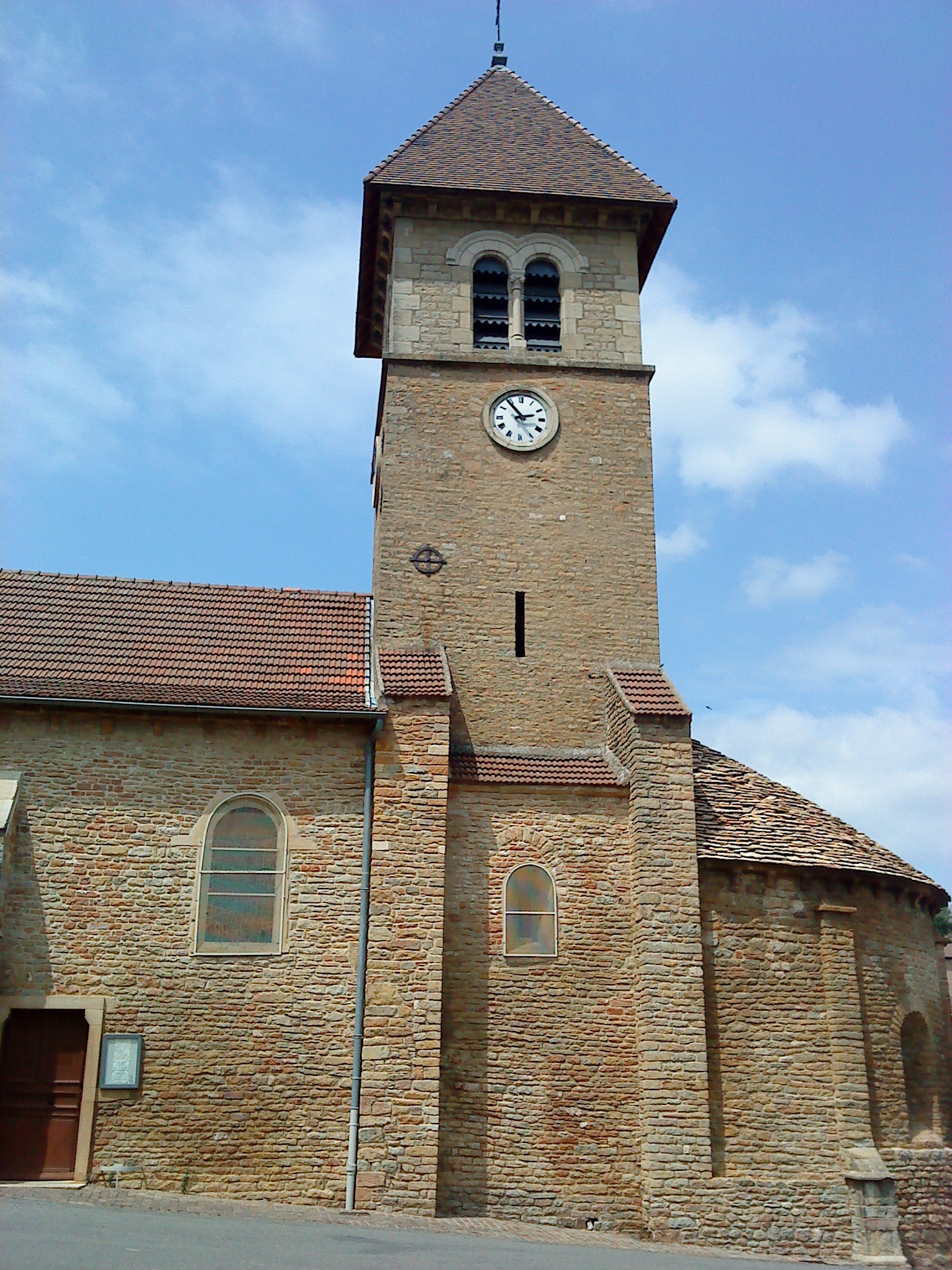
De kerk Saint-Pierre